# Ateez
Ateez ( koreanska: 에이티즈; RR: Eitijeu) är ett sydkoreanskt pojkband bildat av KQ Entertainment. Gruppen består av åtta medlemmar: Hongjoong, Seonghwa, Yunho, Yeosang, San, Mingi, Wooyoung och Jongho. De debuterade den 24 oktober 2018 med EP:n Treasure EP.1: All to Zero.